# Нерола
Нерола (итал. Nerola) — коммуна в Италии, располагается в регионе Лацио, в провинции Рим.
Население составляет 1690 человек (2008 г.), плотность населения составляет 91 чел./км². Занимает площадь 19 км². Почтовый индекс — 17. Телефонный код — 0774.
Покровителем коммуны почитается святой Георгий, празднование 23 апреля.

## Демография
Динамика населения:

## Достопримечательности
- Орсини — средневековый каменный замок.

## Администрация коммуны
- Официальный сайт: